# 드리블 (웹사이트)
드리블(Dribbble)은 디지털 디자이너와 크리에이티브를 위한 자체 개발 및 소셜 네트워킹 플랫폼이다. 디자인 포트폴리오 플랫폼, 일자리, 채용 사이트 역할을 하며 디자이너가 온라인으로 작업을 공유할 수 있는 가장 큰 플랫폼 중 하나다. 그 회사는 본사가 없는 분산형 회사이다. 모든 직원은 원격 근무자이다.

## 역사
2009년, 댄 시더홀름과 리치 토르넷은 디자이너들이 작업 중인 것을 공유하는 초대 전용 사이트로 드리블을 베타 론칭했다. "드리블이라는 이름은 아이디어를 튀기고 당신의 작품을 유출하는 이중적 은유에서 유래했다."고 말했다. 2009년 7월 9일, 시더홀름에 의해 첫 번째 "Shot" (디자이너의 작업을 보여주는 작은 스크린샷)이 게시되었다. 2010년 3월, 초대가 필요한 신규 회원들과 함께 공개되었다.
수년간 API 통합, Attachments, Player Stats 및 Pro(높은 유료 프로필)와 같은 기능들이 제공되었다.디자이너 직업 게시판을 열었고팀 계정, 디자인 팟캐스트 "오버타임" 및 맞춤형 포트폴리오 제품 "Playbook"을 제공한다. 드리블은 디자이너 미팅을 위한 글로벌 범위를 확장하여 전 세계적으로 142개의 드리블 밋업을 만들었고, 2016년 말까지, 그것의 커뮤니티는 486,771명의 회원으로 성장했다.
2017년 1월, 드리블은 타이니에게 인수되었다.인터넷 스타트업 회사들의 가족이 되었고, 잭 오니스코가 CEO로 임명되었다.2017년 첫 대면 디자이너 컨퍼런스:행 타임이 열렸다.이후 보스턴 (2017), 시애틀 (2018), 로스앤젤레스 (2018), 뉴욕에서 개최되었다.
2017년 4월, 드리블은 프리랜서 플랫폼 크루를 인수했다.
2018년, 이 사이트는 비디오 기능을 추가했다. 이 사이트는 또 43개국 144개 밋업으로 8,000여명의 디자이너가 참석한 가운데 글로벌 진출도 계속 확대했다. 2019년 기준으로 회사의 완전 원격 팀은 40명 이상의 직원으로 구성되어 있다. 이 사이트는 현재 전 세계 195개국에서 사용되고 있으며 매달 4백만 명 이상의 방문자를 보고 있다.

## 수상
- Inc. 5000: Fastest-Growing Private Companies in America (2018[15] and 2019[16])
- Webby Awards: Honoree, Best Website – Community (2019)[17]
- CSS Design Awards: Best UI Design, Best UX Design, Best Innovation (2019)[18]
- Inc. 5000: Fastest-Growing Private Companies in America (2018)[16]